# Gerda Antti
Gerda Sofia Antti Ljungqvist, född 20 augusti 1929 i Övertorneå, Sverige, är en svensk författare.

## Biografi
Antti föddes och växte upp i det lilla norrbottniska samhället Övertorneå med sina fem syskon, nu bosatta i Stockholm och Luleå. Hon debuterade 1961 med diktsamlingen Här och nu. Hon har sedan dess publicerat essäer, kåserier, noveller, romaner och en debattbok. Hon har i synnerhet skildrat livet bland den samtida landsbygdsbefolkningen. Hon är känd för sin humor och sin vassa tunga och tillhör de mest lästa svenska författarna. Antti har varit lokalpolitiker för centerpartiet och även suttit som nämndeman i länsrätten. Hon är (2023) bosatt i Kisa i Östergötland.
Antti har varit ledamot av Migrationsverkets etiska råd. Den 23 december 2009 skrev hon en debattartikel i Östgöta Correspondenten där hon ifrågasatte lämpligheten att utöka rådet med en imam, och även kritiserade muslimska invandrares krav på förändring av det svenska samhället. Den kontroversiella artikeln skapade en stor debatt där tidningens chefredaktör tog avstånd från Anttis åsikter, men många av läsarkommentarerna ställde sig på Anttis sida.
Antti var gift med författaren Walter Ljungquist från 1950 fram till dennes död 1974.

## Priser och utmärkelser
- 1977 – Svenska Dagbladets litteraturpris
- 1980 – Tidningen Vi:s litteraturpris
- 1983 – Östersunds-Postens litteraturpris
- 1988 – Palmærpriset
- 1990 – Landsbygdens författarstipendium
- 1994 – LRF:s litteraturpris
- 1998 – Litteris et Artibus
- 2004 – Moa-priset
- 2006 – Kulturpris ur förre landshövdingen Rolf Wirténs Kulturstiftelse
- 2008 – Medicine hedersdoktor vid Linköpings universitet[4]